# Elecciones legislativas de Francia de noviembre de 1946
Las elecciones legislativas en Francia de la primera legislatura de la Cuarta República se desarrollaron el 10 de noviembre de 1946.

## Resultados
| Partidos y Coaliciones | Partidos y Coaliciones                                                                       | Siglas | Votos      | %     | Escaños |
| ---------------------- | -------------------------------------------------------------------------------------------- | ------ | ---------- | ----- | ------- |
|                        | Partido Comunista Francés (Parti communiste français)                                        | PCF    | 5.430.593  | 28.26 | 182     |
|                        | Movimiento Republicano Popular (Mouvement républicain populaire)                             | MRP    | 4.988.609  | 25.96 | 173     |
|                        | Sección Francesa de la Internacional Obrera (Section française de l'Internationale ouvrière) | SFIO   | 3.433.901  | 17.87 | 102     |
|                        | Total "Alianza de los Tres Partidos"                                                         |        | 13.853.103 | 72.09 | 457     |
|                        | Partido Republicano de la Libertad (Parti républicain de la liberté)                         | PRL    | 2.487.313  | 12.94 | 72      |
|                        | Agrupación de los Republicanos de Izquierda (Rassemblement des gauches républicaines)        | RGR    | 2.136.152  | 11.12 | 69      |
|                        | Unión Gaullista (Union gaulliste)                                                            | UG     | 585.430    | 3.05  | 0       |
|                        | Otros                                                                                        |        | 154.377    | 0.80  | 29      |
| Total                  | Total                                                                                        |        | 19.216.375 | 100   | 627     |
| Abstención: 21.95%     |                                                                                              |        |            |       |         |

- Datos: Q2080447